# سدریک مک‌میلان
سدریک مک‌میلان (زاده ۱۷ اوت ۱۹۷۷ - درگذشته ۱۲ آوریل ۲۰۲۲) بدنساز حرفه ای IFBB آمریکایی و مربی ارتش ایالات متحده بود. آخرین پیروزی او آرنولد کلاسیک ۲۰۱۷ بود. مک میلان یکی از بدنسازان برجسته قرن بیست و یکم بود، با هیکلی کلاسیک که یادآور «عصر طلایی» بدنسازی بیش از فیزیک‌های بزرگ‌تر عصر حاضر است.

## بیوگرافی و حرفه آماتور
مک میلان در کودکی به فیزیک عضلانی علاقه واقعی داشت و شخصیت‌های کمدی می‌کشید که فیزیک چشمگیری داشتندمک میلان در سیزده سالگی پس از اینکه مادرش یک ست وزنه برای او خرید شروع به تمرین کرد. دیری نگذشت که او متوجه شد که ژنتیک خوبی برای بدنسازی دارد و علاقه زیادی به این ورزش دارد. پس از دبیرستان، مک میلان به ارتش ایالات متحده پیوست و به کارولینای جنوبی نقل مکان کرد. چندی بعد، دوستش مارک نیل او را متقاعد کرد که در اولین مسابقه بدنسازی خود شرکت کند. نیل به مک میلان کمک کرد تا حجم مناسبی داشته باشد و در مورد بدنسازی بیشتر بیاموزد. بعد از اینکه نیل متوجه شد که چگونه بدن مک میلان پس از تنها یک ماه تمرین رشد کرد، مک میلان را تشویق کرد تا در یک نمایش بدنسازی که تنها چهار هفته مانده بود، شرکت کند.

## دوران حرفه ای
مک میلان یک بدنساز برتر بخش open بود و با ۸ پیروزی حرفه ای جز بهترین‌ها محسوب می‌شد و در چندین بار در مسابقات بزرگ در لیست ۵ ورزشکار حرفه ای قرار گرفت. او کارت حرفه ای خود را در سال ۲۰۰۹ به دست آورد و از آن زمان با بهترین بدنسازان باز جهان در حال رقابت بود. برجسته‌ترین پیروزی او در سال ۲۰۱۷ آرنولد کلاسیک اوهایو بود، جایی که او با معبود خود، آرنولد شوارتزنگر ملاقات کرد و از مستر المپیا سابق تمجید کرد. آخرین رقابت او آرنولد کلاسیک اوهایو ۲۰۲۰ بود که در آن مقام ششم را کسب کرد.